# Oratorio del Santissimo Crocifisso (Cagliari)
L'oratorio del Santissimo Crocifisso o del Santo Cristo è una chiesa di Cagliari. Si trova a Villanova, nella piazza San Giacomo. È sede della Arciconfraternita del Santissimo Crocifisso, protagonista di numerosi riti che si svolgono in città durante la settimana santa in Sardegna.

## Storia e descrizione
Il piccolo tempio, in stile barocco, venne edificato tra il 1665 e il 1667 su un edificio preesistente. In origine l'altare maggiore si trovava addossato alla controfacciata. Agli inizi del XVIII secolo venne invertito l'asse liturgico e l'altare spostato alla parete di fondo, nel presbiterio sopraelevato.
La facciata, ricca di decorazioni, è divisa in due specchi da una coppia di lesene. Altre due lesene sono poste ai lati del prospetto. Su ciascuno specchio si apre un portale, sormontato da un timpano curvo spezzato. Le lesene reggono una trabeazione, sopra la quale un elaborato fastigio curvilineo completa la facciata.
L'interno si sviluppa in un unico ambiente a pianta rettangolare. Sopra gli ingressi è posta una cantoria, mentre sulla parete di fondo si trova il fastoso altare maggiore in legno dorato. L'oratorio custodisce i simulacri utilizzati dalla confraternita nelle processioni della Settimana Santa, tra cui i sette Misteri (Is Misterius), ovvero sette pregevoli statue lignee scolpite da Antonio Lonis alla fine del XVIII secolo, sei di esse raffiguranti Gesù Cristo in altrettanti momenti della sua Passione mentre una raffigura la Madonna Addolorata.